# Pé Daalemmer & Rooie Rinus
'Pé Daalemmer & Rooie Rinus' is een Groninger kleinkunst-duo, gevormd door Peter de Haan (Loppersum, 3 mei 1956) en Frank den Hollander (Middelburg, 2 juli 1957).

## Biografie
Het duo bestond aanvankelijk vijf jaar, tussen januari 1980 en november 1984. In november 1984 was er een afscheidsoptreden in de Stadsschouwburg.
Het duo werd bekend door straatoptredens in de stad Groningen en in Delfzijl waarbij ze, zichzelf begeleidend op een akoestische gitaar en een kazoo, bekende liedjes zongen voorzien van teksten in het Gronings en Nederlands.
De Haan en Den Hollander waren lid van studentenvereniging Albertus Magnus. Nadat beiden, apart van elkaar, in 1978 deelnamen aan een verenigingssongfestival besloten ze om samen verder te gaan. In 1980 werd hetzelfde songfestival gewonnen met het liedje Gezina. Kort daarop begonnen ze met straatoptredens. Ze gebruikten hiervoor het brede deel van de Herestraat in Groningen, voor de Hema. Door de grote aanloop liep de straat vaak geheel dicht.
Verdere optredens vinden onder meer plaats op 25 februari 1982 in de Trefkoel in Paddepoel, 11 maart 1982 in Het Dok in Lewenborg, 5 mei 1982 Noorderplantsoen en 17 september 1982 in Jeugdsoos Rehoboth (tegenwoordig Zaal Flits) in Loppersum en het Oerolfestval op Terschelling.
Bij grotere optredens werden ze bijgestaan door een begeleidingsband genaamd De Containers bestaande uit:
- Jan Willem Leenslag - drums (Hij overleed op 23 december 2006 na langdurige ziekte)
- Gijs Salentijn - bas
- Herman Grimme - toetsen en zang (ook De Jazzpolitie)
- Carmen Schilstra - zang (tevens de vrouw van Pé, Gré Daalemmer)
- Jaap Hijmans - saxofoon en zang

### Chronologie
- Een afscheidsconcert werd gehouden op 16 november 1984 in de Stadsschouwburg van Groningen. Hierna volgde in het voorjaar van 1990, op veler verzoek, nog een reünieconcert. In 1994 gaven ze nog twee concerten in de Groninger Evenementenhal, P&R Tien Jaar Uit Elkaar. De kaarten voor deze voorstellingen waren binnen de kortste keren uitverkocht.[4]
- In 1985 stopte de band. In 1988 startten ze met Alina Kiers met het trio De Bende van Baflo Bill, later gevolgd door Voorheen de Bende.
- Het vijfentwintigjarig artiestenjubileum van De Haan en Den Hollander werd gevierd met een korte tournee in september en oktober 2005. De beide slotconcerten in MartiniPlaza werden door tweemaal vierduizend bezoekers bezocht. Tijdens dit optreden speelde Daniël Lohues mee met Zundagoavond Blues.
- In december 2005 werden Pé & Rinus Groninger van het Jaar.
- Op 14 januari 2008 zongen Pé & Rinus mee met het Grönnens Laid tijdens de recordpoging "Volkslied zingen" op de Grote Markt in Groningen. Daarnaast speelden ze ook hun instrumentale versie van het lied en zongen ze "Jelle (Gaat Lekker)".
- Op 10 mei lanceerden Peter en Frank samen met De Bond tegen Harries als grap de oldskool remix van het nummer De Plattelandsvrouwen - een jumpstyleversie.
- Toen het Glazen Huis van Serious Request in 2009 op de Grote Markt stond, klommen ze op een avond aan de andere kant van de markt op een tafel om een paar liedjes te spelen. Al snel verplaatste de mensenmassa die bij het glazenhuis rondhing zich naar deze tafel. Ten slotte werden ze het radiohuis ingejuichd om nog een paar liedjes ten gehore te brengen.
- In 2010 was het tijd om weer gewoon onder de korte naam Pé & Rinus een nieuw programma te maken. Het werd Pé & Rinus met Oud & Nieuw: een voorstelling die in november en december in alle noordelijke schouwburgen werd gespeeld en op oudejaarsavond op RTV Noord werd uitgezonden. In deze voorstelling nieuwe hits als Dikke Rap en vooral Boulimia Rhapsody.
- In februari 2012 gaven Pé & Rinus twee concerten in MartiniPlaza, waarbij ze begeleid werden door het Noordpoolorkest. Deze show werd in november van dat jaar nog hernomen in de propvolle Grote Zaal van de Oosterpoort.
- Op 26 april 2016 ontvingen Peter de Haan, Frank den Hollander en Alina Kiers elk de onderscheiding Ridder in de Orde van Oranje-Nassau.[5][6]
- In januari 2017 geven ze samen met de Groninger Bluegrass-band De Stroatklinkers twee keer een concert in theater de Molenberg in Delfzijl.[7]
- In januari 2018 maakten Peter en Frank samen met Marcel Hensema een lied op basis van Carnaval in 't Noorden. Dit nummer was gericht aan Koning Willem Alexander en stond in het teken van Shells rol in de gaswinning en daardoor de aardbevingsproblematiek in de provincie Groningen.[8]

## Bekendste nummers
- Hoornseplas, over de populaire recreatieplas Hoornseplas ten zuiden van de stad Groningen
- Carnaval in't noorden
- Alcohol
- Framenummer
- Hee doe!
- Jelle
- Baukelien

## Discografie
- Op Verziede in Waskemeer (1982, live-lp)
- Nait Goud, Geld Weg (1983, lp)
- 't Beste (1990, live-cd)
- Nait Goud, Geld Weg (1994, cd)
- Pé en Rinus in Martiniploazoa een registratie van het optreden in MartiniPlaza in Groningen op 7 oktober 2005 (maart 2006, dvd)
- Pé & Rinus met Oud & Nieuw, live-cd en -dvd van de gelijknamige show (2012)
- Pé & Rinus Oud & Nieuw Feestpakket, cd met archiefopnamen, plus twee boekjes met essay van Herman Sandman, geschiedenis en tijdlijn (2011)
- Pé & Rinus mit Bloazers & Striekers, een registratie van het concert met het Noordpool Orkest (2012, dvd)
- Pé & Rinus goan weer lös! (2021, live-cd)

In 2000 werd een videoband uitgebracht; ter gelegenheid van het 25-jarig jubileum werd deze in 2005 ook op dvd uitgebracht. Ook kwam in dit jaar het Pé & Rinus Muziekbouk uit met de teksten en gitaarakkoorden van alle liedjes.

## Trivia
- Het instrumentale nummer Grönnens Laid wordt steevast bij ieder doelpunt van, tevens door hen gesteunde club, FC Groningen gedraaid.
- Naast optredens, spelen Peter de Haan & Rooie Rinus tevens seniorenvoetbal bij VV Helpman.[9] Muziek gebaseerd daarop zijn onder andere Heracliden oet welke zij spelen met Voorheen de Bende en het nummer Leermens.